# بادي بريثناش
بادي بريثناش (بالإنجليزية: Paddy Breathnach)‏ هو منتج أفلام ومخرج أيرلندي، ولد في 1964 في دبلن في جمهورية أيرلندا.

## وصلات خارجية
- بادي بريثناش على موقع IMDb (الإنجليزية)
- بادي بريثناش على موقع ألو سيني (الفرنسية)
- بادي بريثناش على موقع أول موفي (الإنجليزية)
- بادي بريثناش على موقع قاعدة بيانات الأفلام السويدية (السويدية)
- بادي بريثناش على موقع قاعدة بيانات الفيلم (الإنجليزية)
- بادي بريثناش على موقع كينوبويسك (الروسية)